# Alexandra de Rússia

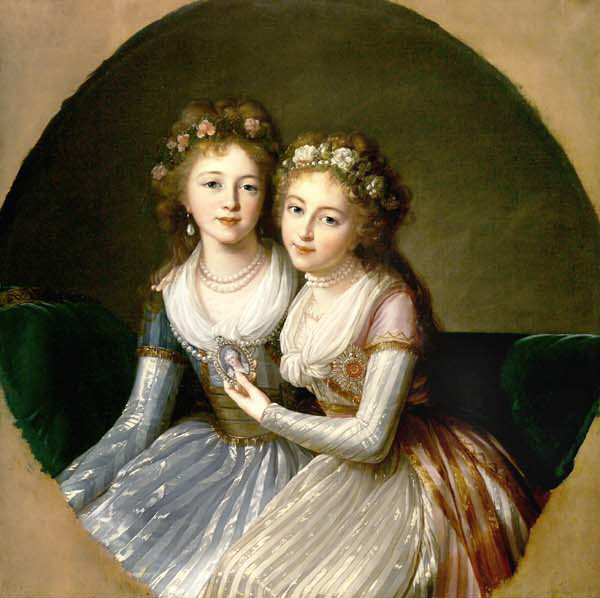
La gran duquessa Alexandra de Rússia i la seva germana Helena.

Alexandra de Rússia, arxiduquessa d'Àustria i palatina d'Hongria (Sant Petersburg 1783 - Viena 1801). Gran duquessa de Rússia amb el tractament d'altesa imperial. Esdenvingué arxiduquessa d'Àustria al contraure matrimoni amb el palatí d'Hongria.
Nascuda a Sant Petersburg el 9 d'agost de 1783, sent filla del tsar Pau I de Rússia i de la duquessa Sofia de Württemberg. La gran duquessa era neta per via paterna del tsar Pere III de Rússia i de la tsarina Caterina II de Rússia i per via materna del duc Frederic II Eugeni de Württemberg i la princesa Bàrbara de Brandenburg-Schwedt.
Casada l'any 1799 amb l'arxiduc Josep Antoni d'Àustria, fill de l'emperador Leopold II, emperador romanogermànic i de la infanta Maria Lluïsa d'Espanya. La parella s'instal·là a Budapest, ja que l'arxiduc Josep Antoni fou nomenat palatí d'Hongria; és a dir, representant la Corona austriaca al Reialme d'Hongria. La parella tingué una única filla:
- SAI l'arxiduquessa Alexandra d'Àustria, nascuda a Budapest el 1801 i morta el mateix any a la ciutat hongaresa.

Alexandra de Rússia trobà la mort durant el part de la seva única filla. La gran duquessa morí el 16 d'octubre de 1801 a Budapest. El seu marit es casà posteriorment en dues ocasions.
La Terra d'Alexandra, una de les grans illes de la Terra de Francesc Josep a l'Àrctic, va ser anomenada en honor de la gran duquessa Alexandra de Rússia.